# Trg Navona
Trg Navona (tal.: Piazza Navona) je barokni gradski trg u Rimu (Italija) kojeg je dizajnirao Bernini tako da je zadržao oblik starorimskog hipodroma koji se nalazio na tom mjestu. 

## Povijest nastanka trga

### Antički stadion
Trg je nastao na prostoru gdje se za antičkog Rima nalazio Domicijanov stadion, izgrađen 85. godine od cara Domicijana, restauriran od cara Aleksandra Severa (222. - 235.). Taj stadion bio je 276 metara dug, a 54 širok i mogao je primiti 30.000 gledatelja. Stari Rimljani dolazili su na stadion gledati agones (latinski jezik: igre), zbog tog su stadion radije zvali Circus Agonalis (negoli službeno Domicijanov stadion). Pretpostavlja se da se vremenom od agone došlo do navone te kasnije do današnjeg imena trga navona.

### Trg za srednjeg vijeka
Za ranog srednjeg vijeka, stadion je postupno pretvaran u stambeni prostor, a teren je korišten za konjske utrke. Već od 7. stoljeća trg je postao kultno mjesto, jer je tu prema legendi pogubljena ranokršćanska mučenica sv. Agneza.
Kao javni gradski prostor - trg oformljen je u posljednjim godinama 15. stoljeća, kad je odlukom pape Siksta IV. tu prebačena gradska tržnica, koja je prije bila na Campidogliu. 

### Barokni trg, ogledalo moći obitelji Pamphilj
Trg Navona je današnji oblik dobila za baroka ponajviše zbog pape Inocenta X. iz moćne kardinalske obitelji Pamphilj, koja je nastavila s izgradnjom i uljepšavanjem trga natječući se tako sa suparničkim obiteljima Barberini i Farnese. On predstavlja jednu od najljepših cjelina tog umjetničkog i arhitektonskog stila u Rimu i na svijetu. Trg je galerija lijepih skulptura i još ljepših arhitektonskih kreacija, izgleda poput unutrašnjosti nekog velikog kazališta. Na sredini trga nalazi se znamenita Fontana dei Quattro Fiumi (Fontana četiri rijeke) iz 1651. djelo arhitekta i kipara Gian Lorenza Berninija, nasuprot njoj je Sant'Agnese in Agone (sv. Agneza iz Agonea) djelo arhitekata Francesca Borrominija i Girolama Rainaldija, pored nje je Palača Pamphilj, također rad Rainaldija, s lijepim freskama Pietra da Cortonea u unutrašnjosti.
Na Piazzi Navona nalaze se još dvije velike fontane: na južnom dijelu trga nalazi se Fontana del Moro s velikim bazenom i skulpturama četiri Tritona, rad kipara Giacoma della Porte (1575.), toj kiparskoj grupi je 1673., Bernini pridodao svoj kip maora, ili afrikanca koji se hrve s dupinom. Na sjevernoj strani trga nalazi se Neptunova fontana (1574.), rad Giacoma della Porte. Toj fontani je naknadno 1878. pridodan kip Neptuna (djelo Antonija Della Bitta), da bi ova fontana bila jednaka u omjerima s Fontanom del Moro na južnoj strani trga.
Na jugozapadnom kraju trga nalazi se antički rimski kip Pasquina, kojeg je tu dao postaviti kardinal Oliviero Carafa 1501., a na koju su se Rimljani vremenom naučili postavljati paskvile (satirične parodije na vlast i vlastodršce).
Tijekom svoje duge povijesti, trg je bio mjesto na kojem su se odigravale kazališne i ine druge predstave i pučke veselice, igre i zabave. Između 1652. do 1866., ta praksa je potisnuta u drugi plan, a namjesto toga je svake subote i nedjelje u kolovozu trg bio mjesto velikih proslava rimske kardinalske obitelji Pamphilj. Trg je popločen tek u 19. st. (tad mu je podignuta razina), a tržnica je premještena 1869. na obližnji trg Campo de' Fiori. Ali se tradicionalni Božićni sajam i nadalje odvija na Trg Navona.
Najznačajniji spomenici na trgu Navona su:
- Palazzo Lancellotti (nekoć Palača Torres) - podignuta 1552. od Pirra Logorija[3]
- Palazzo Braschi (Muzej Rima) palača s kraja 18. st.
- Palazzo Pamphilj, između 1644. – 1650. projektirao je arhitekt Girolamo Rainaldi.
- Palazzo Tuccimei (nekoć Palača Cupis Ornani) - podignuta u drugoj polovici 16. st.
- Crkva Nostra Signora del Sacro Cuore
- Crkva Sant'Agnese in Agone, djelo Girolama Rainaldija (1570. – 1655.)  i Francesca Borrominija (1653. – 1657.)

## Vanjske poveznice
- Virtualna šetnja po Piazzi Navona  Arhivirana inačica izvorne stranice od 15. svibnja 2006. (Wayback Machine)
- Video s Piazze Navona za božićnog sajma
- Berninijeve fontane